# La Pina
La Pina, pseudonimo di Orsola Branzi (Firenze, 20 giugno 1970), è una conduttrice radiofonica, conduttrice televisiva e rapper italiana.
Ha debuttato come rapper facendo parte della crew tutta al femminile Le Pine da cui ha poi tratto il suo nome d'arte. Dopo aver collaborato in diverse occasioni con gli Otierre, ha esordito con un suo primo album nel 1995, a cui ne sono seguiti altri due rispettivamente nel 1998 e nel 2000, nati dalla collaborazione con The Soul Kingdom (Giuliano Palma e Patrick Benifei dei Casino Royale).
Negli anni novanta debutta anche come speaker radiofonica, poi diventata la sua principale attività negli anni duemila, e come conduttrice televisiva, lavorando per Rai 2, GAY.tv e Deejay TV. Dal 1999 è una delle voci di Radio Deejay, dove dal 2001 conduce il programma del tardo pomeriggio Pinocchio, insieme a Diego Passoni e Valentina Ricci.

## Biografia

### Gli esordi
Figlia del noto architetto e designer Andrea Branzi e di Nicoletta Morozzi, Orsola Branzi è cugina, per parte di madre, dell'attrice Vittoria Puccini.
Crebbe a Milano fin dall'età di tre anni e si diplomò in comunicazioni visive al locale ITSOS a ordinamento speciale. Dopo gli studi superiori ebbe le prime conoscenze del panorama artistico dell'hip hop milanese, entrando in contatto con gruppi quali Casino Royale, Shoking TV e Silver Surfers. Dopo un periodo di volontariato, fu all'Università di Bologna per gli studi universitari in scienze dell'educazione. Fece la conoscenza del circuito underground del capoluogo emiliano frequentando il centro sociale Isola nel Kantiere, al centro di un contesto in cui l'hip hop stava gradualmente affermandosi; formò quindi un suo gruppo, le "Pine", in cui iniziò la sua attività di rapper anche grazie all'esperienza acquisita dall'ospitalità data ad altri artisti del genere. Dopo varie defezioni del suo gruppo musicale, Orsola Branzi rimase l'unica componente del gruppo e fu allora che decise di assumere il nome d'arte "La Pina".
Tornata a Milano dopo aver lasciato l'università, ritrovò la sua vecchia scena musicale e strinse rapporti artistici con Esa, MC locale che stava promuovendo avanti il gruppo degli Otierre con l'album Quel sapore particolare. La Pina prese parte al progetto con due tracce per poi diventare membro a tutti gli effetti del gruppo. Contemporaneamente collaborò anche con DJ Gruff all'interno dell'album La Rapadopa con il brano Una storia che non c'era, e con Chief e Zack. Il disco degli Otierre fu pubblicato nel 1994, e La Pina seguì il gruppo nel tour promozionale dopo essersi trasferita a Varese. Il collettivo richiamò l'attenzione dell'emittente Radio Deejay, che li invitò a partecipare al programma settimanale Venerdi rappa, dove in seguito proprio gli Otierre sostituiscono Albertino e gli Articolo 31 alla conduzione. Fu l'inizio della carriera radiofonica della Pina, che esordì come speaker conducendo la rubrica sulla posta degli ascoltatori.

### (Il cd del-)la PinaePiovono angeli
Nel novembre dello stesso anno gli Otierre aprono il concerto dei Public Enemy e di 2Pac a Milano, salendo poi sul palco anche durante il concerto della band newyorkese, per fare freestyle accanto agli MC d'oltreoceano. Nel 1995 esce (Il cd del-)la Pina, album solista che riceve consensi positivi anche grazie al brano Le mie amiche che vede collaborazioni con Tormento, Bassi Maestro e Giuliano Palma. L'anno successivo, dopo le prime esperienze come speaker radiofonica a Radio Deejay, approda a Radio 2 conducendo, nella fascia 14-15, il programma radiofonico In aria.
Nel 1997 è uscito il secondo album degli Otierre, Dalla sede, che risulta accreditato come Otierre feat. La Pina per le importanti collaborazioni. Nello stesso anno debutta come conduttrice televisiva su Rai 2, conducendo nel preserale il programma musicale Sanremo in aria, insieme alla futura collega Platinette. . Sempre nel 1997 partecipa con gli Otierre ed Esa, all'album di Antonella Ruggiero Registrazioni moderne. Le loro voci sono presenti nel remake del pezzo Solo tu.
La sua carriera discografica è poi proseguita con la pubblicazione, nel 1998, del suo secondo album, Piovono angeli, disco introspettivo e relativo alla sua sfera sentimentale e personale che vanta collaborazioni con, tra gli altri, Esa. Sab Sista, Soul Kingdom e i Colle Der Fomento. Nello stesso anno passa su Station One partecipando alla sitcom radiofonica Otto tette sotto un tetto e conducendo la trasmissione in onda tra le 17 e le 20 Sooo Pretty.

### La carriera radiofonica
È definitivamente tornata sulle frequenze di Radio Deejay nel 1999 conducendo Pinup, programma in onda nella fascia serale del lunedì insieme a La Giada, e successivamente Bonjour finesse, in onda di prima mattina per alcuni anni, che vedeva la presenza fissa del bulldog della conduttrice, Cora, in qualità di "opinionista".
Proprio al suo cane è dedicato il suo terzo disco, Cora, uscito nel 2000 e accreditato come collaborazione con i Soul Kingdom, ovvero Patrick "Kikke" Benifei e Giuliano Palma dei Casino Royale.
Dal 2001 conduce insieme a Diego Passoni, sempre su Radio Deejay, il programma radiofonico Pinocchio, in onda nella fascia preserale dell'emittente e caratterizzato ogni puntata dalla presenza di un particolare tema. Nel 2011 è stato realizzato un libro, edito da Mondadori, intitolato Ciao che fate?, contenente i più divertenti sms degli ascoltatori ricevuti in 10 anni di messa in onda accompagnati dalle considerazioni dei conduttori della trasmissione.
È tornata in televisione nel 2002, conducendo su GAY.tv Sesso in condotta e A letto con La Pina, magazine in onda in fascia notturna in cui parlava di sesso. Negli anni successivi è stata spesso opinionista in programmi televisivi di reti nazionali come la prima edizione del La fattoria ed è stata autrice di La sottile linea rosa, dating show trasmesso da Fox Life.
Nel 2007 è stata inserita nella colonna sonora del film Torino Boys una sua vecchia canzone, Questa Fly. Per l'occasione è stata pubblicata una raccolta di brani rimasterizzati, intitolata anch'essa Questa Fly, contenente i principali brani de La Pina.
In veste di autrice ha scritto per Alessandra Amoroso il brano Che peccato, insieme al compagno Emiliano Pepe, incluso nell'album Senza nuvole del 2009, esperienza ripetuta nel 2011 con il brano Voglio solo te, scritto per Loredana Errore insieme a Biagio Antonacci ed Emiliano Pepe e inserito nell'album L'errore.
Tra il 2009 e il 2010 collabora con Nat Geo Adventure per la realizzazione dei programmi Ma che freddo fa e Tokyorama, ambientati rispettivamente in Lapponia e a Tokyo.
Ha poi condotto, nel 2010, sempre insieme a Diego Passoni, il programma serale di Deejay TV Nientology e, successivamente, Queen Size, format simile al precedente A letto con La Pina andato in onda per due stagioni rispettivamente nell'inverno e nell'autunno 2011, nel quale intervistava diversi vip del mondo della musica, della moda e dello spettacolo direttamente da un letto.
Nella stagione 2011/2012 conduce insieme a La Vale, nella fascia 19-20 del sabato sempre su Radio Deejay il settimanale dedicato alla moda Molespina, affiancandolo così alla conduzione giornaliera di Pinocchio.
Appare in un breve messaggio finale nell'album di Max Pezzali Hanno ucciso l'Uomo Ragno 2012, alla fine della traccia Jolly Blue (feat Fedez).
Il 19 ottobre 2013 si è sposata col musicista napoletano Emiliano Pepe con il quale nel 2014 ha partecipato alla terza edizione di Pechino Express venendo eliminati nel corso dell'ottava puntata, non accedendo così alla semifinale.
L'8 maggio 2014 è stata invitata da Laura Pausini a cantare accanto a lei. Il 18 maggio canta nel brano Con la musica alla radio, al fianco di Malika Ayane, L'Aura, Emma, Paola Turci, Syria, Noemi e dalla stessa Laura Pausini a Taormina. Questo show viene trasmesso in TV nel 20 maggio come il one man show Stasera Laura: ho creduto in un sogno.
Nell'ottobre 2015 ha vinto, insieme alla squadra di Pinocchio, il premio "Cuffie d'oro" per la categoria "Best Show". L'anno successivo, ha vinto un "Diversity Media Award", premio dedicato al sostegno alla causa LGBT nei diversi canali mediatici, nella categoria "Miglior programma radiofonico", sempre con il suo Pinocchio.

## Discografia

### Da solista

#### Album in studio
- 1995 - (Il cd del-)la Pina
- 1998 - Piovono angeli (con Soul Kingdom)
- 2000 - Cora (con Soul Kingdom)

#### Raccolte
- 2007 - Questa Fly

### Con gli Otierre
- 1994 - Quel sapore particolare
- 1997 - Dalla sede

#### Collaborazioni
- 1993 - DJ Gruff feat. La Pina, Dada & Alessiomanna – Una storia che non c'era
- 1994 - Sottotono feat. La Pina – L'a morale
- 1994 - Chief & Soci feat. La Pina e Articolo 31 – Vivi e lascia vivere
- 1996 - Bassi Maestro feat. La Pina – Piccolo Bassi
- 1997 - Torino Boys - Questa Fly prodotta da Neffa
- 1997 - Antonella Ruggiero feat. La Pina e Esa – Solo tu
- 2008 - Musica Per Bambini feat. La Pina - Pane di pezza
- 2009 - Alessandra Amoroso feat. La Pina – Stupida RMX
- 2011 - Emiliano Pepe feat. La Pina – Compromessi
- 2012 - Max Pezzali feat. Fedez & La Pina (solo skit) – Jolly Blue
- 2012 - Raffaello feat. La Pina – La mia piccola
- 2015 - Emiliana Cantone feat. La Pina – Ragione e sentimento
- 2017 - Syria feat. La Pina - Intro
- 2019 - Myss Keta feat. La Pina, Roshelle, Joan Thiele, Elodie, Priestess - Le Ragazze di Porta Venezia - The Manifesto
- 2020 - DPCM Squad feat. Max Pezzali, Lo Stato Sociale, Cimini, Emis Killa, Eugenio in Via Di Gioia, Fast Animals and Slow Kids, Marco Giallini, J-Ax, Jake La Furia, La Pina, Pierluigi Pardo, Pinguini Tattici Nucleari, Nicola Savino - Una canzone come gli 883

## Radio
- Venerdì rappa (Radio Deejay, 1994)
- In aria (Radio 2, 1996)
- Otto tette sotto un tetto (Station One, 1998)
- Sooo Pretty (Station One, 1998-1999)
- Pinup (Radio Deejay, 1999-2000)
- Bonjour finesse (Radio Deejay, 2000-2001)
- Pinocchio (Radio Deejay, dal 2001)
- Molespina (Radio Deejay, 2011-2012)

## Televisione
- Sanremo in aria (Rai 2, 1997)
- A letto con La Pina (GAY.tv, 2002)
- MPT - Mi Piaci Tu (Italia1, 2002)
- Sesso in condotta (GAY.tv, 2002)
- Nientology (Deejay TV, 2010) Conduttrice
- Ma che freddo fa (Nat Geo Adventure, 2009)
- Tokyorama (Nat Geo Adventure, 2010)
- Domenica in (Rai 1, 2011) Opinionista
- Queen Size (Deejay TV, 2011) Conduttrice
- Uman - Take Control! (Italia 1, 2011) Opinionista
- Cuochi e fiamme Celebrities (LA7d, 2012) Concorrente
- X Factor (Sky Uno, 2012) Commentatrice
- Pechino Express (Rai 2, 2014) Concorrente
- Quelli che il calcio... (Rai 2, 2014-2015) Inviata
- Quattro matrimoni in Italia  (Fox Life, 2017) Conduttrice

## Opere
- Ciao, che fate?, Mondadori, 2011. ISBN 978-88-04-60712-0
- Il pianeta dei calzini spaiati, ADD Editore, 2013. ISBN 978-88-6783-059-6
- I Love Tokyo, Vallardi Editore, 2017. ISBN 978-88-6987-352-2
- Cosa non farei per trovare un fidanzato, Vallardi Editore, 2018. ISBN 978-88-6987-584-7
- I Love Japan, Vallardi Editore, 2020. ISBN 978-88-6987-666-0

## Pubblicità
- 2016 – Anas
- 2018 – Brosway (con Michela Quattrociocche, Ludovica Valli e Nicole Mazzocato)

## Doppiatrice
- Cars 3 - Miss Fritter

## Premi e riconoscimenti
- 2015 - Cuffie d'oro nella categoria Best Show per Pinocchio.[15]
- 2016 - Diversity Award nella categoria Miglior programma radiofonico per Pinocchio.[16]